# Rifle de repetição

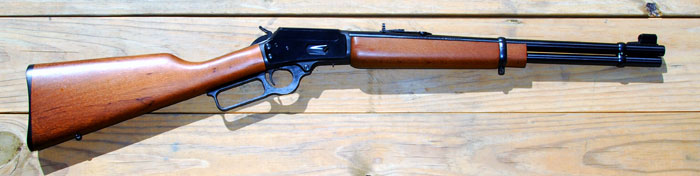
Um típico rifle de repetição por ação de alavanca

Rifle de repetição, ou simplesmente repetidor (para armas que não são enquadradas como rifles), é a designação de um rifle de cano único, capaz de repetidos disparos seguindo um processo de recarregamento de munição, normalmente tendo vários cartuchos armazenados num carregador (integrado ou encaixado na arma), que é então alimentado na câmara, por um mecanismo de ação manual (por alavanca, bombeamento ou ferrolho) ou automatizado.